# Češka rokometna reprezentanca
Češka rokometna reprezentanca je selekcija Rokometne zveze Češke (Český svaz házené), ki zastopa Češko na mednarodni ravni. Selektor reprezentance je Martin Lipták.

## Igralci

### Postava na EP 2010
| Št.      | Ime in priimek  | Letnik rojstva | Višina (cm) | Klub                       |          |          |          |          |
| Vratarja | Vratarja        | Vratarja       | Vratarja    | Vratarja                   | Vratarja | Vratarja | Vratarja | Vratarja |
| -------- | --------------- | -------------- | ----------- | -------------------------- | -------- | -------- | -------- | -------- |
| 71       | Petr Štochl     | 1976           | 193         | Füchse Berlin              |          |          |          |          |
| 16       | Martin Galia    | 1979           | 189         | TBV Lemgo                  |          |          |          |          |
| Igralci  |                 |                |             |                            |          |          |          |          |
| 2        | Karel Nocar     | 1977           | 184         | Chambéry Savoie Handball   |          |          |          |          |
| 3        | Jiří Vítek      | 1977           | 195         | Bergischer HC              |          |          |          |          |
| 4        | Pavel Mičkal    | 1984           | 184         | HSG Nordhorn-Lingen        |          |          |          |          |
| 5        | Ondřej Zdráhala | 1983           | 188         | TV Grosswallstadt          |          |          |          |          |
| 6        | Václav Vraný    | 1982           | 202         | HSC 2000 Coburg            |          |          |          |          |
| 7        | Daniel Kubeš    | 1978           | 199         | TBV Lemgo                  |          |          |          |          |
| 8        | Kamil Piskač    | 1978           | 186         | HC Dukla Praha             |          |          |          |          |
| 9        | Filip Jícha     | 1982           | 200         | THW Kiel                   |          |          |          |          |
| 10       | Jan Filip       | 1973           | 188         | Kadetten Handball          |          |          |          |          |
| 11       | Jan Sobol       | 1984           | 188         | Montpellier Handball       |          |          |          |          |
| 15       | Alois Mráz      | 1978           | 195         | HSG Wetzlar                |          |          |          |          |
| 18       | Jan Stehlík     | 1985           | 188         | Saint-Raphaël Var Handball |          |          |          |          |
| 19       | Jiří Hynek      | 1981           | 198         | Ahlener SG                 |          |          |          |          |
| 22       | Tomáš Sklenák   | 1982           | 186         | ThSV Eisenach              |          |          |          |          |

* Ažurirano: 19. januar 2010

## Uvrstitve na velikih tekmovanjih
Češka rokometna reprezentanca je na mednarodnih turnirjih prvič nastopila na svetovnem prvenstvu v rokometu na Islandiji leta 1995. Za rezultate v obdobju Češkoslovaške glej Češkoslovaška rokometna reprezentanca.
| Leto | Olimpijske igre | Svetovna prvenstva | Evropska prvenstva |
| ---- | --------------- | ------------------ | ------------------ |
| 1995 |                 | 8.                 |                    |
| 1996 | brez nastopa    |                    | 6.                 |
| 1997 |                 | 11.                |                    |
| 1998 |                 |                    | 10.                |
| 1999 |                 | brez nastopa       |                    |
| 2000 | brez nastopa    |                    | brez nastopa       |
| 2001 |                 | 18.                |                    |
| 2002 |                 |                    | 8.                 |
| 2003 |                 | brez nastopa       |                    |
| 2004 | brez nastopa    |                    | 11.                |
| 2005 |                 | 10.                |                    |
| 2006 |                 |                    | brez nastopa       |
| 2007 |                 | brez nastopa       |                    |
| 2008 | brez nastopa    |                    | 13.                |
| 2009 |                 | brez nastopa       |                    |